# Hapalemur griseus meridionalis
L'apalemure grigio meridionale (Hapalemur griseus meridionalis) è una sottospecie di apalemure grigio endemica del Madagascar, dove lo si trova nelle foreste pluviali della zona attorno a Tolagnaro.
Rispetto alla sottospecie nominale, ha pelo di colore più scuro e con sfumature rossicce. Inoltre, la sua coda è di lunghezza minore in rapporto al corpo e le vocalizzazioni emesse (simili a grugniti) sono leggermente differenti rispetto a quelle di H. g. griseus.
Alcuni studiosi, in seguito a recenti ricerche sul DNA mitocondriale, hanno proposto lo scorporo di H. g. meridionalis da H. griseus e la sua riclassificazione come specie a sé stante Hapalemur meridionalis..